# 五郎丸步
五郎丸步（日語：ごろうまる あゆむ，1986年3月1日—），日本橄欖球運動員，目前效力於超級橄欖球聯賽昆士蘭紅隊司職後衛，也為國家隊成員。

## 生涯
五郎丸步以19歲的年紀在一場對上烏拉圭的國際性測試賽初登場，為日本國家隊第二年輕的球員(現在為第三年輕。)

## 外部連結
- 五郎丸步磐田頁面（页面存档备份，存于）